# Sielsowiet Borowe
Sielsowiet Borowe (biał. Бараўскі сельсавет, Barauski sielsawiet; ros. Боровской сельсовет) – sielsowiet na Białorusi, w obwodzie homelskim, w rejonie lelczyckim, z siedzibą w Borowym.

## Demografia
Według spisu z 2009 sielsowiet Borowe zamieszkiwało 1629 osób, w tym 1604 Białorusinów (98,47%), 14 Rosjan (0,86%), 8 Ukraińców (0,49%) i 3 Polaków (0,18%).
Do 2019 liczba ludności spadła do 1261 osób. Największymi miejscowościami były wówczas Borowe (840 mieszkańców) i Markouskaje (275 mieszkańców). Liczba ludności żadnej z pozostałych miejscowości nie przekraczała 38 osób.

## Geografia i transport
Sielsowiet położony jest na Polesiu, w południowej części rejonu lelczyckiego. Największą rzeką jest Uborć. Większość jego terytorium zajmują lasy. Południową granicą sielsowietu jest granica państwowa z Ukrainą.
Przez sielsowiet przebiega droga republikańska R36.

## Miejscowości
- agromiasteczko:
  - Borowe
- wsie:
  - Kartynicze
  - Markouskaje
  - Osińskie
  - Rudniszcze
  - Słobódka
  - Tartak